# Roberto Huerta
Roberto Huerta (Banfield, 7 de abril de 1917-Buenos Aires, 17 de enero de 2003) fue un militar de la Fuerza Aérea Argentina e ingeniero aeronáutico argentino.

## Carrera militar
Nació en Banfield, provincia de Buenos Aires, el 7 de abril de 1917. Sus padres fueron José Antonio Huerta y Felisa Moriera.
Una vez terminados sus estudios secundarios, ingresó en 1934 al Colegio Militar de la Nación, en el año 1935, egresaría tres años después como subteniente en 1946 se una a la Fuerza Aérea Argentina.
En 1951, fue destituido de su condición de militar luego de haber tenido una activa participación en el fallido golpe de Estado liderado por Benjamín Menéndez en contra del gobierno de Juan Domingo Perón, en dicho intento de golpe morirían 13 suboficiales, siete de ellos fusilados al no plegarse a la intentona. Pero el 22 de octubre de 1955, Roberto Huerta fue reincorporado al servicio activo de la Fuerza Aérea Argentina y en diciembre fue promovido a la jerarquía de comodoro.
Después, se desempeñó como ministro de Aeronáutica entre el 7 de mayo y junio de 1958, reemplazando al comodoro Jorge Landaburu. El 13 de ese mes, pasó a ocupar el puesto de secretario de Estado de Aeronáutica en el Ministerio de Defensa Nacional, que reemplazó a la cartera de aeronáutica, por decisión del presidente Arturo Frondizi. Renunció el 10 de septiembre de 1958 en el marco de una crisis.
Pasó a retiro en 1958 con la jerarquía de brigadier. Presidió IASFSA (Industria Automotriz Santa Fe S. A.) y Auto Unión DKW, fue gerente de ETIC SRL y director de la Fábrica Argentina de Vehículos Utilitarios S. A. Fue, también, subdirector general interino de Infraestructura y, en 1966, ministro de Economía de la provincia de Río Negro.

### Interventor federal
Mientras se desempeñaba en Río Negro, el Gobierno nacional, en 1969, lo nombró interventor federal en la provincia de Córdoba, asumiendo el 5 de julio, con el nombre de gobernador designó a Hugo Taboada como comisionado municipal de la ciudad de Córdoba. Todas estas medidas debían tener la aprobación del Ejecutivo Nacional, a lo que el interventor se oponía.
Huerta renunció el 6 de abril de 1970.